# CS Sergipe
Club Sportivo Sergipe – brazylijski klub piłkarski z siedzibą w mieście Aracaju, stolicy stanu Sergipe.

## Osiągnięcia
- Mistrz stanu Sergipe (Campeonato Sergipano) (33): 1922, 1924, 1927, 1928, 1929, 1932, 1933, 1937, 1940, 1943, 1955, 1961, 1964, 1967, 1970, 1971, 1972, 1974, 1975, 1982, 1984, 1985, 1989, 1991, 1992, 1993, 1994, 1995, 1996, 1999, 2000, 2003, 2013
- Półfinał Copa do Nordeste: 2000

## Historia
Dnia 10 października 1909 roku w mieście Aracaju założono klub o nazwie Cotingüiba. Inspiracją dla nazwy klubu była miejscowa rzeka. Barwy nowego klubu były niebiesko-białe. Część założycieli klubu Cotingüiba była jednak niezadowolona zarówno z nazwy jak i barw, postanowiła więc założyć inny klub, który nazwano Club Sportivo Sergipe i wybrano dla niego barwy czerwono-białe.

### Piłkarze w historii klubu
- Arnaldo
- Dário
- Gringo
- Pirricha
- Zaluar
- Zé Grilo